# Majenang (Sukodono)
Majenang is een bestuurslaag in het regentschap Sragen van de provincie Midden-Java, Indonesië. Majenang telt 4008 inwoners (volkstelling 2010).